# Thornport (Ohio)
Thornport es un lugar designado por el censo ubicado en el condado de Perry en el estado estadounidense de Ohio. En el Censo de 2010 tenía una población de 1004 habitantes y una densidad poblacional de 229,65 personas por km².

## Geografía
Thornport se encuentra ubicado en las coordenadas 39°55′16″N 82°25′39″O / 39.92111, -82.42750. Según la Oficina del Censo de los Estados Unidos, Thornport tiene una superficie total de 4.37 km², de la cual 3.16 km² corresponden a tierra firme y (27.67%) 1.21 km² es agua.

## Demografía
Según el censo de 2010, había 1004 personas residiendo en Thornport. La densidad de población era de 229,65 hab./km². De los 1004 habitantes, Thornport estaba compuesto por el 97.91% blancos, el 0.2% eran afroamericanos, el 0.3% eran amerindios, el 0.5% eran asiáticos, el 0% eran isleños del Pacífico, el 0.5% eran de otras razas y el 0.6% pertenecían a dos o más razas. Del total de la población el 0.2% eran hispanos o latinos de cualquier raza.